# Page Attribute Table
La Page Attribute Table (ou PAT) traduisible par Table des attributs des pages est une extension du système de gestion des pages mémoires, ajoutée à certains processeurs x86 et x86-64.
Elle permet de définir une politique de comportement du système de cache mémoire individuellement pour chaque page mémoire. Ceci permet au système d'exploitation de gérer finement la manière d'utiliser la mémoire pour chaque tâche.

## Linux
Le noyau Linux intègre le support du PAT pour les architectures x86 depuis la release candidate 2.6.26-rc1  (intégré par Linus Torvalds en même temps que le débogueur du noyau kgdb).